# Andreas Schwab (Politiker)

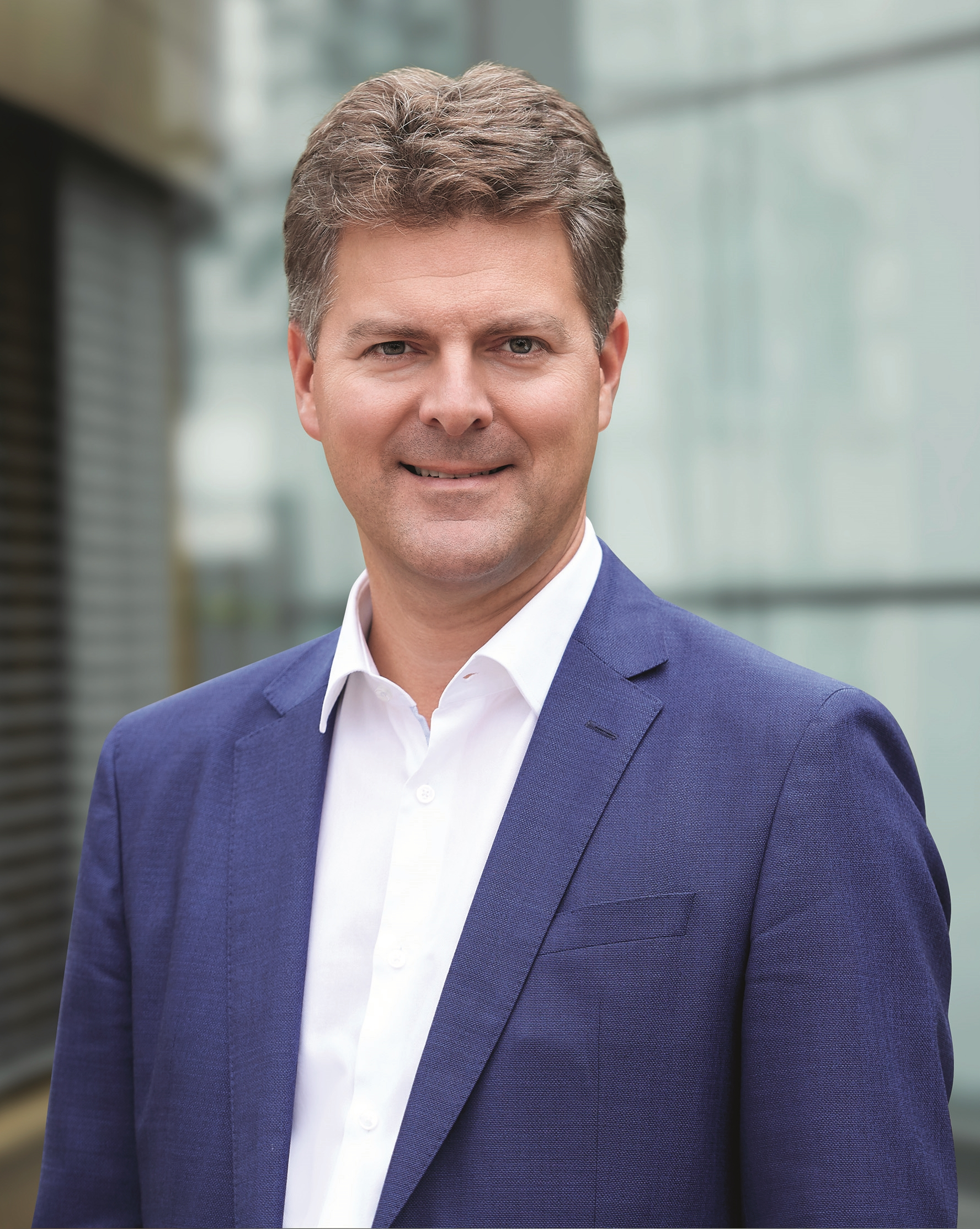
Andreas Schwab (2018)

Andreas Joachim Schwab (* 9. April 1973 in Rottweil) ist ein deutscher Politiker (CDU). Er ist seit 2004 Europaabgeordneter und betreut den Regierungsbezirk Freiburg. Zudem ist er Bezirksvorsitzender der CDU Südbaden.

## Leben und Ausbildung
Andreas Schwab ist in Rottweil aufgewachsen. Nach dem Abitur am Albertus-Magnus-Gymnasium in Rottweil im Jahr 1992 absolvierte er seinen Zivildienst. Von 1993 bis 1995 studierte er Rechtswissenschaften an der Universität Freiburg im Breisgau. 1996 studierte er dank eines Stipendiums der Konrad-Adenauer-Stiftung in Sciences Po Paris und erwarb dort ein Studienzertifikat in Politik- und Wirtschaftswissenschaften, das Certificat d'études politiques.
1999 legte er das erste juristische Staatsexamen an der Universität Freiburg ab. 2000 erwarb er den Grad eines Master of Laws an der University of Wales. 2002 folgte die Promotion zum Dr. iur. bei Thomas Würtenberger an der Universität Freiburg und 2003 das zweite juristische Staatsexamen.
In den Jahren 2002 bis 2003 war Andreas Schwab Mitarbeiter im Arbeitsstab „Europäischer Konvent“ des Staatsministeriums Baden-Württemberg und danach bis 2004 Regierungsassessor für Grundsatzfragen des Ministers im Ministerium für Kultus, Jugend und Sport Baden-Württemberg.
Seit 2004 ist er als Rechtsanwalt zugelassen. Er ist Of counsel der deutschen Rechtsanwaltskanzlei CMS Hasche Sigle.

## Politischer Werdegang

### Partei
Andreas Schwab ist seit seiner Jugend politisch aktiv. Er begann seine politische Arbeit bei der Jungen Union Rottweil, deren Orts- (1991–1992) und Kreisvorsitzender er (1992–1994) er war. Von 1994 bis 1996 war er Mitglied im Bezirksvorstand der Jungen Union Südbaden und von 1998 bis 2003 deren stellvertretender Vorsitzender. Zudem war Andreas Schwab von 1996 bis 1998 Mitglied des Landesvorstands der Jungen Union Baden-Württemberg.
Seit 1989 ist Andreas Schwab Mitglied der CDU Rottweil und seit 2005 ist er Mitglied im Bezirksvorstand der CDU Südbaden. Seit 2017 ist Schwab dort Bezirksvorsitzender.

### Europaabgeordneter

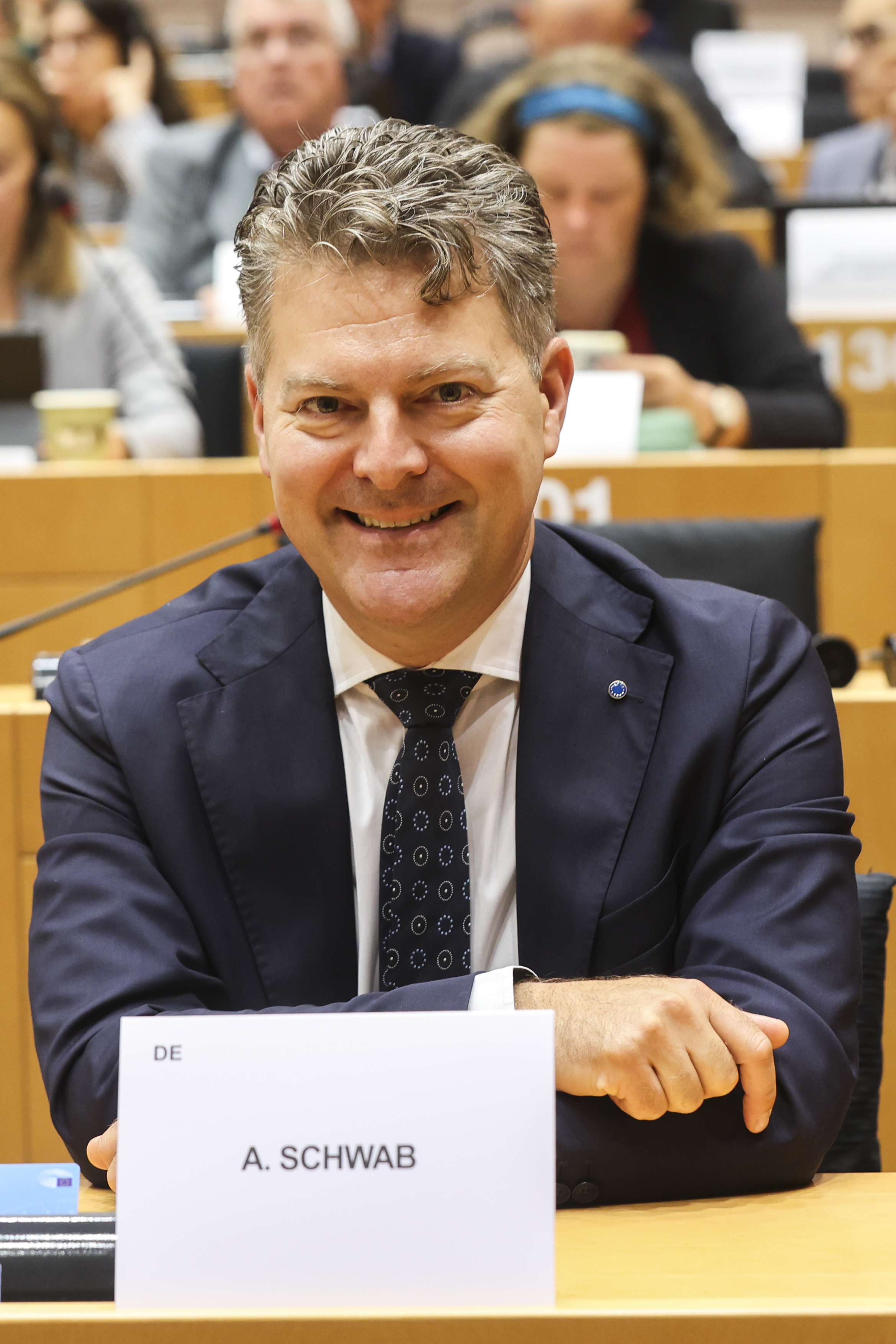
Seit 2004 ist Schwab Mitglied des Europäischen Parlaments

Seit 2004 ist Andreas Schwab Mitglied im Europaparlament. 2009, 2014, 2019 und 2024 wurde er erneut in das Europäische Parlament gewählt. Er ist zuständig für den Regierungsbezirk Freiburg. Er unterhält ein Wahlkreisbüro in Freiburg, und ein Bürgerbüro in Rottweil.
Andreas Schwab ist Vorsitzender der Delegation für die Zusammenarbeit im Norden und für die Beziehungen zur Schweiz und zu Norwegen, im Gemischten Parlamentarischen Ausschuss Europäischer Wirtschaftsraum. Zudem ist er Mitglied im Unterausschuss für Steuerfragen und in der Konferenz der Delegationsvorsitze. Daneben ist er insbesondere Stellvertreter im Ausschuss für Wirtschaft und Währung.
Von 2010 bis 2011 verfasste Schwab den Bericht des Europäischen Parlaments zur EU-Verbraucherrechterichtlinie. Als Schattenberichterstatter hat er 2015 Stellungnahmen zu den Verhandlungen über die Transatlantische Handels- und Investitionspartnerschaft und zum Jahresbericht über die EU-Wettbewerbspolitik abgegeben. Er forderte zudem die Europäische Kommission auf, eine Abtrennung des Suchmaschinengeschäfts von Google von dessen anderen kommerziellen Aktivitäten zu prüfen, um einen fairen Wettbewerb im Internet zu gewährleisten. 2018 war er Berichterstatter für die ECN+-Richtlinie, die Anfang 2019 in Kraft trat und den nationalen Wettbewerbsbehörden mehr Durchsetzungsbefugnisse einräumt. 2021 wurde er Berichterstatter des Parlaments für das Gesetz über digitale Märkte (Digital Markets Act).
Neben seiner parlamentarischen Tätigkeit ist Schwab Mitglied der European Internet Foundation, des Transatlantic Policy Network und der Europa-Union Parlamentariergruppe Europäisches Parlament, die sich für ein föderales Europa und den europäischen Einigungsprozess einsetzt.

## Neue Medien
Schwab hat schon früh angefangen, als Abgeordneter über neue Medien zu kommunizieren. Im Europawahlkampf 2004 erhielt seine Homepage bei einem Vergleichstest von europa-digital.de einen Spitzenplatz unter den deutschen Europaabgeordneten. Schwab nutzt auch "soziale Netzwerke", wie z. B. Facebook.

## Ehrenämter
Schwab ist Mitglied im Beirat der Albert-Ludwigs-Universität Freiburg. Er ist ehrenamtlich engagiert, u. a. als Mitglied im Kuratorium des Fördervereins für krebskranke Kinder e. V. in Freiburg sowie Mitglied im Kuratorium der Deutschen Kinderkrebsnachsorge – Stiftung für das chronisch kranke Kind, und als Beiratsvorsitzender in der Hospiz-Stiftung Schwarzwald-Baar.
Von 1997 bis 2010 war Schwab Vorsitzender des deutsch-französischen Forums e. V. in Freiburg. Seit 1994 ist er Mitglied der katholischen Studentenverbindung KDStV Ripuaria Freiburg im Breisgau im CV.
Zudem ist er Mitglied der überparteilichen Europa-Union Deutschland.

## Veröffentlichungen
- mit Nicola Forster: Schweiz und Europa. Eine politische Analyse. Verlag Herder, Freiburg im Breisgau, 2022, ISBN 978-3-451-82316-9.[14]

## Ehrungen
1998 wurde er aufgrund seines Engagements für die deutsch-französischen Beziehungen für die Wahl des „Jungen Europäers des Jahres“ vorgeschlagen und erhielt ein Stipendium der Heinz-Schwarzkopf-Stiftung.
2018 erhielt Schwab das Bundesverdienstkreuz der Bundesrepublik Deutschland.

## Privat
Schwab ist verheiratet und hat vier Kinder.